# Daix
Daix ist eine französische Gemeinde im Département Côte-d’Or in der Region Bourgogne-Franche-Comté. Sie gehört zum Arrondissement Dijon und zum Kanton Fontaine-lès-Dijon.

## Geografie
Die 1520 Einwohner (1. Januar 2022) zählende Gemeinde Daix liegt an der nordwestlichen Peripherie der Großstadt Dijon auf einem Hochplateau über dem Fluss Ouche. Nach Nordwesten greift das Gemeindegebiet fünf Kilometer weit auf ein hügeliges und waldreiches Gelände aus, das bis zum Flugplatz Dijon-Darois reicht und Höhen von über 400 m aufweist. Die höchste Erhebung bildet ein Aussichtspunkt an der Ferme du Chêne d'Observe mit 476 m über dem Meer.
Zu Daix gehören die Ortsteile Bonvaux, Changey und Champ Moron.
Nachbargemeinden von Daix sind Hauteville-lès-Dijon im Norden, Ahuy im Nordosten, Fontaine-lès-Dijon im Osten, Talant im Süden, Plombières-lès-Dijon im Südwesten, Prenois im Westen sowie Darois im Nordwesten.

## Geschichte
Der Name des Dorfes tauchte bereits im Jahr 630 als Distrus auf. Im Jahr 783 sprach man von Distrum, 869 wurde daraus Distacium. Nach diesen gallorömischen Varianten hieß das Dorf 1187 Dez. 1337 taucht erstmals Daix auf, im Jahr 1751 änderte sich die Schreibweise zu Deix, um dann ab dem Ende des 18. Jahrhunderts zu Daix zurückzukehren.
Zwischen 1610 und 1789 hatte Daix elf Herren, die meisten gehörten der Familie de Bénigne Jacquot an. In den 1630er Jahren entstand das Manoir (Herrenhaus) dieser Familie in der Rue de Fontaine, von dem noch ein Teil der Bausubstanz inklusive Park erhalten ist.
Am 14. Dezember 1789 wurde das erste Kommunalgesetz beschlossen. Die heutige Ausdehnung von 11,8 km² erhielt Daix 1807, als die Weiler Bonvaux, Champmoron und Changey eingemeindet wurden.
Während des Deutsch-Französischen Krieges fand am 26. November 1870 ein Nachtgefecht statt.

### Bevölkerungsentwicklung

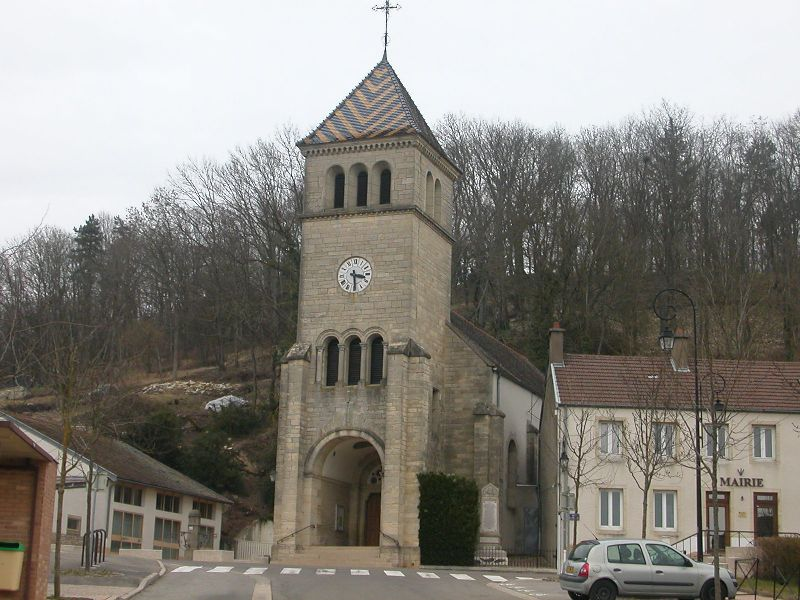
Kirche Saint-Laurent, rechts die Mairie

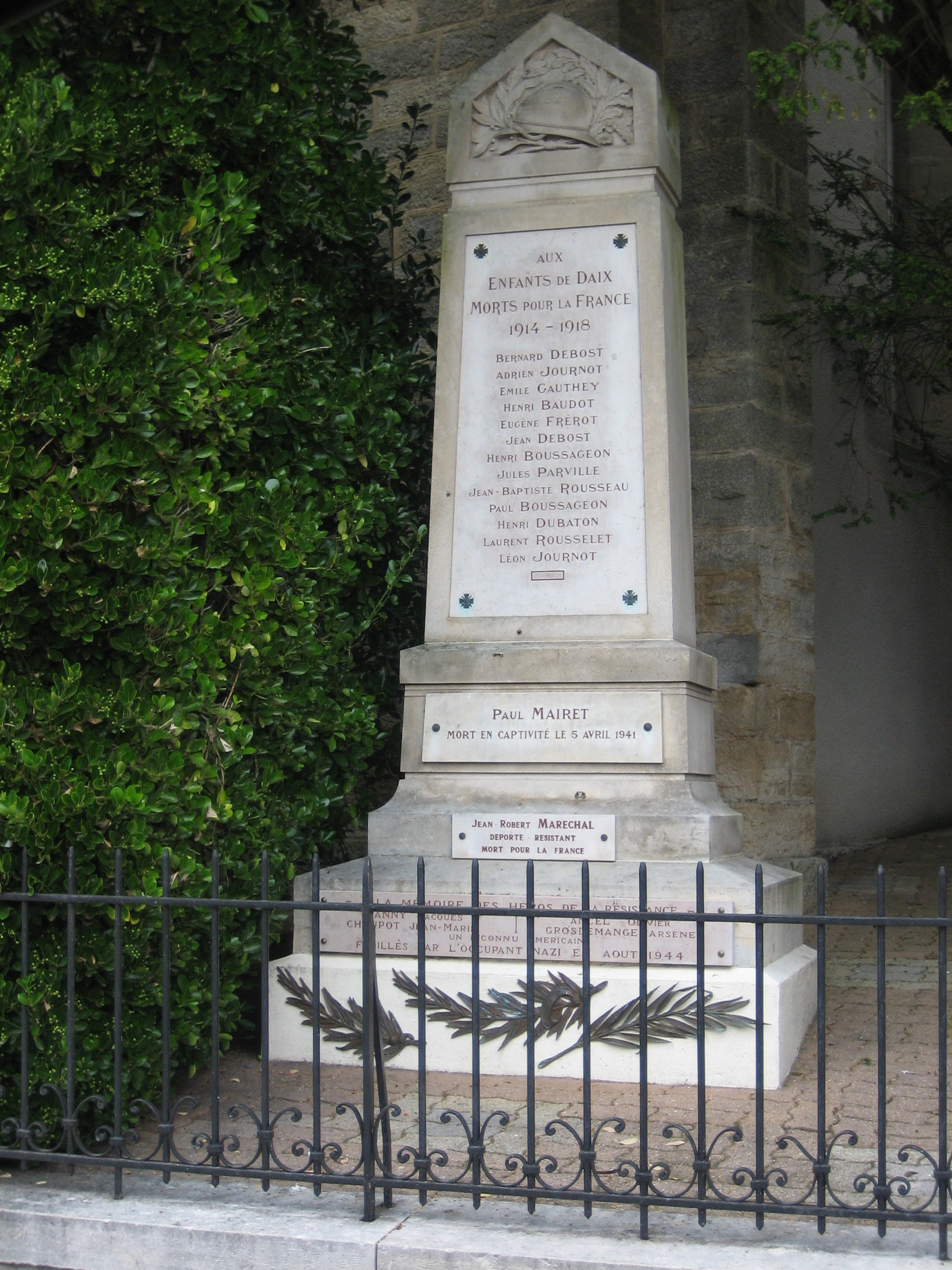
Gefallenendenkmal

| Jahr                       | 1962 | 1968 | 1975 | 1982 | 1990 | 1999 | 2009 | 2018 |
| Einwohner                  | 436  | 497  | 533  | 784  | 862  | 1479 | 1371 | 1504 |
| Quellen: Cassini und INSEE |      |      |      |      |      |      |      |      |

## Sehenswürdigkeiten
- Kirche Saint-Laurent, 1848 erbaut

## Wirtschaft und Infrastruktur
Ein traditionell wichtiger Beschäftigungszweig in Daix ist die Landwirtschaft – hier insbesondere der Weinbau. Die Reben um Daix gehören zur Weinbauregion Burgund – im Besonderen die Appellationen Bourgogne Aligoté, Bourgogne Passetoutgrain und Bourgogne Grand Ordinaire. Zu den Weinen aus Daix zählt auch der leichte Schaumwein Crémant de Bourgogne. Weitere landwirtschaftliche Produkte aus Daix sind Käse (Emmental français est-central), Geflügel-, Schweine- und Rindfleisch sowie Senf (Moutarde de Bourgogne). Arbeitsplätze bieten auch die Flugzeugwerften Finch Aircraft (Bau des populären einmotorigen Tiefdeckers Robin DR 400 in Holzbauweise) und Dyn'Aéro (u. a. Produktion des DynAero MCR01). Die Betriebe nutzen den nordwestlich von Daix gelegenen Flugplatz Dijon-Darois zur Erprobung des Fluggerätes. Der Flugplatz ist darüber hinaus seit 1957 vom Luftsportverein Aéroclub de la Côte-d’Or genutzt. Viele Arbeitnehmer pendeln in die nahe Stadt Dijon.

### Verkehrsanbindung
Durch Daix verläuft die Fernstraße D 971 (frühere RN 71) von Dijon über Châtillon-sur-Seine nach Troyes. Weitere Straßenverbindungen führen von Daix nach Hauteville-lès-Dijon und Plombières-lès-Dijon. Der nächste Autobahnanschluss liegt unmittelbar südlich von Daix an der Autoroute A38. Im nahen Verkehrsknoten Dijon bestehen Bahnanschlüsse in alle Richtungen.

## Gemeindepartnerschaften
Mit dem rheinhessischen Wackernheim verbindet Daix eine Partnerschaft.